# 海鵬涼至
海鵬 涼至（かいほう りょうじ、1973年4月17日 - ）は、青森県西津軽郡深浦町出身で八角部屋に所属した元大相撲力士。本名は熊谷 涼至（くまがい りょうじ）、愛称はクマ。現役時は身長177cm、体重125kg、血液型はO型、趣味はスポーツ観戦。得意手は左四つ、下手投げ。左を差して食いついての芸が持ち味で、小兵ならではの動きの良さが身上であった。最高位は西小結（2001年11月場所）。なお海鵬の四股名は、父が所有する漁船「海鵬丸」に由来する。

## 人物
漁師の長男に生まれる。小学校3年の時に全校生徒が出る祭りの相撲大会に出場したことをきっかけに相撲を始め、日本大学でも活躍した。卒業後は、日大時代兄の様に慕っていた堤内（後の十両・北勝光）が在籍する八角部屋に入門。1996年1月場所にて幕下付出で初土俵を踏む。初土俵の同期には後の関脇・栃乃洋、前頭・燁司、十両・柳川らがいる。以来、順調に出世し、1997年5月場所で新十両昇進。その1年後の1998年5月場所で新入幕を果たした。東前頭4枚目の地位で迎えた2001年9月場所では横綱武蔵丸を破って初金星を獲得し、10勝5敗と幕内で自身初の2桁勝利を記録して初の三賞である技能賞を受賞(この場所は雅山と武双山の2大関にも勝利)。この好成績により、翌11月場所では新三役となる小結に昇進した。しかし5勝10敗と大敗し、三役経験はこの1場所のみに終わっている。
2003年1月場所、その場所で優勝した大関・朝青龍に唯一勝つ白星。2005年3月場所、11勝を挙げ2度目の技能賞。
2005年7月場所14日目に右足を大怪我し、翌9月場所を全休（大怪我をした7月場所では既に勝ち越しを決めており、幕下まで落ちずに土俵に戻ることができた）。11月場所では十両に陥落し、以後は十両での土俵が続いたが、2007年5月場所では東十両5枚目で9勝6敗と勝ち越し、翌7月場所では約2年振りの幕内復帰を果たした。さらに9月場所で10勝5敗と活躍し敢闘賞の候補にも挙がったが、選考から漏れた。
2008年3月場所では東前頭14枚目で4勝11敗と大きく負け越し、5月場所では十両に再び陥落。この場所では東十両5枚目まで番付を落とし、6勝9敗と負け越した。2010年3月場所では東十両8枚目で4勝11敗と十両中位で大きく負け越した。千秋楽の時点では幕下陥落が懸念されており本人も引退を示唆したが、横綱朝青龍の引退もあり、辛くも十両に残留した。
そして翌2010年5月場所の番付は、後が無い西十両14枚目であったが、早々10日目に負け越しが決定。その後も千秋楽まで出場したものの、結局3勝12敗と大敗。幕下陥落が避けられない状況となったが、同場所の千秋楽終了直後、自身の進退については明言しなかった。幕下に陥落した7月場所は初日から休場していたが、8日目に引退が発表された。
引退後は年寄・谷川を襲名し、八角部屋付きの親方として後進の指導に当たっていた。
2011年の大相撲八百長問題では、現役中に八百長相撲に関与したことを特別認定調査委員会に認められた。4月1日、相撲協会の発表により退職勧告を受けたが、引退届提出期限の4月5日夕方に記者会見を開き、「14年間の現役生活で一度たりとも八百長相撲を取ったことはない」「私は自分の信念を貫き通し、退職届を提出しない。解雇されるかもしれないが、自らの気持ちに背いてまで退職勧告に従えない」と述べて、相撲界を去る意思がないことを涙ながらに発表した。師匠の八角親方は「俺のことは気にせず、自分の思っていることをやりなさい」と語っている。4月6日、勧告拒否により解雇処分となった。この処分に対し朝青龍の元マネージャー、一宮章広が4月7日のブログ内で「頑張れ、海鵬関」と記している。2016年1月現在は東京メトロ丸ノ内線中野坂上駅近くで加圧トレーニング専門ジムを経営、自らもインストラクターとして働いている他、母校日本大学相撲部のコーチも務めている。また、異種格闘技の巌流島で2015年に格闘家デビューした。2020年からは目黒日大高校相撲部監督も兼任。

## エピソード
後輩の安美錦には初期の頃は相性がよく初顔から6連勝していたが、2002年の11月場所で初めて負けると力関係が逆転しだし通算8勝6敗だった。

## 主な戦績

### 通算成績など
- 通算成績：572勝637敗36休 勝率.473
- 幕内成績：326勝377敗32休 勝率.464
- 現役在位：88場所
- 幕内在位：49場所
- 三役在位：1場所（小結1場所）

### 各段優勝
- 幕下優勝：1回（1996年1月場所）

### 三賞・金星
- 三賞
  - 技能賞：2回（2001年9月場所、2005年3月場所）
- 金星：1個
  - 武蔵丸1個

### 場所別成績
| | 一月場所 初場所（東京） | 三月場所 春場所（大阪） | 五月場所 夏場所（東京） | 七月場所 名古屋場所（愛知） | 九月場所 秋場所（東京） | 十一月場所 九州場所（福岡） |
| --- | ----------------------- | ----------------------- | ----------------------- | --------------------------- | ----------------------- | --------------------------- |
| 1996年 （平成8年） | 幕下付出60枚目 優勝 7–0 | 西幕下8枚目 5–2         | 西幕下2枚目 2–5         | 西幕下14枚目 4–3            | 西幕下9枚目 3–4         | 東幕下16枚目 4–3            |
| 1997年 （平成9年） | 西幕下8枚目 5–2         | 東幕下3枚目 6–1         | 東十両13枚目 9–6        | 東十両9枚目 6–9             | 西十両12枚目 9–6        | 東十両6枚目 9–6             |
| 1998年 （平成10年） | 東十両3枚目 9–6         | 西十両筆頭 8–7          | 東前頭16枚目 8–7        | 東前頭14枚目 8–7            | 東前頭10枚目 8–7        | 西前頭2枚目 3–12            |
| 1999年 （平成11年） | 西前頭9枚目 6–9         | 西前頭12枚目 8–7        | 東前頭10枚目 8–7        | 西前頭5枚目 5–10            | 東前頭9枚目 7–8         | 東前頭11枚目 8–7            |
| 2000年 （平成12年） | 東前頭9枚目 6–9         | 西前頭13枚目 8–7        | 東前頭5枚目 7–8         | 東前頭6枚目 7–8             | 東前頭8枚目 7–8         | 東前頭9枚目 8–7             |
| 2001年 （平成13年） | 西前頭3枚目 4–11        | 東前頭9枚目 8–7         | 東前頭6枚目 6–9         | 西前頭10枚目 9–6            | 東前頭4枚目 10–5 技★    | 西小結 5–10                 |
| 2002年 （平成14年） | 東前頭3枚目 5–10        | 西前頭8枚目 7–8         | 西前頭8枚目 8–7         | 西前頭4枚目 5–8–2           | 東前頭8枚目 休場 0–0–15 | 東前頭8枚目 8–7             |
| 2003年 （平成15年） | 東前頭5枚目 7–8         | 西前頭5枚目 8–7         | 東前頭4枚目 5–10        | 東前頭8枚目 6–9             | 西前頭10枚目 5–10       | 東十両筆頭 8–7              |
| 2004年 （平成16年） | 西前頭15枚目 7–8        | 西前頭16枚目 9–6        | 東前頭12枚目 9–6        | 西前頭8枚目 7–8             | 西前頭9枚目 6–9         | 東前頭13枚目 10–5           |
| 2005年 （平成17年） | 西前頭6枚目 5–10        | 西前頭10枚目 11–4 技    | 東前頭4枚目 4–11        | 東前頭10枚目 8–7            | 西前頭7枚目 休場 0–0–15 | 東十両4枚目 5–10            |
| 2006年 （平成18年） | 西十両7枚目 7–8         | 東十両8枚目 8–7         | 東十両7枚目 7–8         | 西十両8枚目 8–7             | 東十両6枚目 6–9         | 西十両9枚目 8–7             |
| 2007年 （平成19年） | 西十両6枚目 9–6         | 東十両2枚目 6–9         | 東十両5枚目 9–6         | 東前頭15枚目 10–5           | 西前頭6枚目 4–11        | 西前頭14枚目 6–9            |
| 2008年 （平成20年） | 西前頭16枚目 8–7        | 東前頭14枚目 4–11       | 東十両5枚目 6–9         | 東十両7枚目 5–10            | 西十両13枚目 8–7        | 東十両5枚目 5–10            |
| 2009年 （平成21年） | 西十両8枚目 8–7         | 西十両4枚目 4–11        | 西十両11枚目 8–7        | 西十両9枚目 7–8             | 東十両11枚目 9–6        | 東十両4枚目 4–11            |
| 2010年 （平成22年） | 西十両11枚目 8–7        | 東十両8枚目 4–11        | 西十両14枚目 3–12       | 西幕下10枚目 引退 0–0–4     | x                       | x                           |
| 各欄の数字は、「勝ち-負け-休場」を示す。 優勝 引退 休場 十両 幕下 三賞：敢=敢闘賞、殊=殊勲賞、技=技能賞 その他：★=金星 番付階級：幕内 - 十両 - 幕下 - 三段目 - 序二段 - 序ノ口 幕内序列：横綱 - 大関 - 関脇 - 小結 - 前頭（「#数字」は各位内の序列） |                         |                         |                         |                             |                         |                             |

### 幕内対戦成績
| 力士名   | 勝数 | 負数 | 力士名   | 勝数 | 負数 | 力士名   | 勝数 | 負数 | 力士名   | 勝数 | 負数 |
| -------- | ---- | ---- | -------- | ---- | ---- | -------- | ---- | ---- | -------- | ---- | ---- |
| 蒼樹山   | 3    | 4    | 安芸乃島 | 3    | 5    | 安芸ノ州 | 2    | 0    | 朝青龍   | 1    | 6    |
| 朝赤龍   | 1    | 3    | 朝乃翔   | 4    | 3    | 朝乃若   | 9    | 9    | 安美錦   | 8    | 6    |
| 市原     | 0    | 1    | 岩木山   | 4    | 7    | 潮丸     | 2    | 2    | 皇司     | 6    | 6    |
| 大碇     | 1    | 2    | 大日ノ出 | 2    | 3    | 小城錦   | 6    | 2    | 魁皇     | 1    | 2    |
| 垣添     | 1    | 7    | 鶴竜     | 0    | 1    | 春日王   | 3    | 2    | 春日錦   | 2    | 3    |
| 片山     | 0    | 1    | 巌雄     | 3(1) | 2    | 稀勢の里 | 0    | 4    | 北桜     | 4    | 0    |
| 旭鷲山   | 10   | 10   | 旭天鵬   | 6    | 7    | 金開山   | 3    | 5    | 光法     | 1    | 0    |
| 五城楼   | 4    | 2    | 黒海     | 4    | 2    | 琴稲妻   | 1    | 2    | 琴欧洲   | 1    | 2    |
| 琴奨菊   | 1    | 1    | 琴錦     | 2    | 0    | 琴ノ若   | 7    | 9    | 琴光喜   | 3    | 5    |
| 琴龍     | 13   | 10   | 里山     | 1    | 0    | 敷島     | 3    | 1    | 霜鳳     | 3    | 3    |
| 十文字   | 10   | 3    | 駿傑     | 1    | 0    | 戦闘竜   | 1    | 1    | 大至     | 0    | 1    |
| 大善     | 1    | 5    | 貴闘力   | 3    | 4    | 隆の鶴   | 1    | 1    | 貴ノ浪   | 2    | 4    |
| 貴乃花   | 0    | 1    | 隆乃若   | 8    | 9    | 高見盛   | 5    | 8    | 豪風     | 2    | 2    |
| 玉春日   | 8    | 11   | 玉乃島   | 7    | 10   | 玉力道   | 2    | 0    | 千代大海 | 1    | 5    |
| 千代天山 | 3    | 5    | 出島     | 6(1) | 12   | 寺尾     | 6    | 3    | 出羽嵐   | 2    | 0    |
| 闘牙     | 8    | 7    | 時津海   | 12   | 12   | 時天空   | 3    | 0    | 土佐ノ海 | 5    | 10   |
| 栃東     | 0    | 4    | 栃煌山   | 1    | 2    | 栃栄     | 3    | 6    | 栃乃洋   | 5    | 8    |
| 栃乃花   | 3    | 1    | 栃乃和歌 | 0    | 4    | 豊桜     | 3    | 0    | 豊ノ島   | 2    | 2    |
| 豊響     | 1    | 1    | 白鵬     | 1    | 2    | 白露山   | 3    | 0    | 濵錦     | 1    | 1    |
| 濱ノ嶋   | 5    | 8    | 追風海   | 3    | 5    | 把瑠都   | 1(1) | 1    | 春ノ山   | 2    | 0    |
| 日馬富士 | 2    | 0    | 肥後ノ海 | 5    | 3    | 普天王   | 3    | 5(1) | 武雄山   | 4    | 2    |
| 豊真将   | 0    | 1    | 水戸泉   | 2    | 2    | 湊富士   | 8    | 2    | 雅山     | 4    | 9    |
| 武蔵丸   | 3(1) | 3    | 武双山   | 3(1) | 6    | 燁司     | 1    | 2    | 嘉風     | 2    | 2    |
| 龍皇     | 1    | 1    | 露鵬     | 0    | 3    | 若麒麟   | 2    | 1    | 若光翔   | 1    | 0    |
| 若孜     | 0    | 1    | 若兎馬   | 1    | 2    | 若の里   | 3    | 9    | 若ノ城   | 3    | 5    |
| 若乃花   | 0    | 1    | 若ノ鵬   | 0    | 2    | 和歌乃山 | 4    | 8(1) |          |      |      |

## 改名歴
- 熊谷 涼至（くまがい りょうじ）1996年1月場所-1997年3月場所
- 海鵬 涼至（かいほう-）1997年5月場所-2010年7月場所

## 年寄変遷
- 谷川 涼至（たにがわ りょうじ）2010年7月-2011年4月